# خروسبيك
خروسبيك Groesbeek  هي مدينة ببلدية بيرخ ىن دال بمقاطعة خيلدرلند، هولندا. وحتى عام 2016 كانت تسمى بيرخ آن دال باسم خروسبيك.

## طوبوغرافيا
خريطة طوبوغرافية هولندية لبلدية خروسبيك، يونيو 2015.

## أعلام
- جان بيترس
- تيم باكينس